# Шолохов, Сергей Александрович
Серге́й Алекса́ндрович Шо́лохов (до 2004 г. — Кочерга; род. 6 сентября 1980, Курск, СССР) — российский футболист, защитник.

## Карьера
Воспитанник курского футбола. Первым тренером был Николай Черняков. Всю свою профессиональную карьеру Сергей выступает за курский «Авангард». Первый контракт с клубом подписал в 1998 году, сыграл за основой состав более 300 матчей в различных турнирах и забил один гол. С 2005 по 2007 год, а также в 2010 году выступал с командой в Первом дивизионе, где провел 65 встреч. В 2009 году стал победителем зоны «Центр» Второго дивизиона. В 2012 году завершил карьеру футболиста.
Тренер в академии ФК «Авангард».

## Личная жизнь
До 2004 года носил фамилию Кочерга, но, женившись, взял фамилию жены — Шолохов.

## Достижения
- Серебряный призёр зоны «Центр» Второго дивизиона (3): 2004, 2008, 2012
- Победитель зоны «Центр» Второго дивизиона: 2009